# Kent Conrad

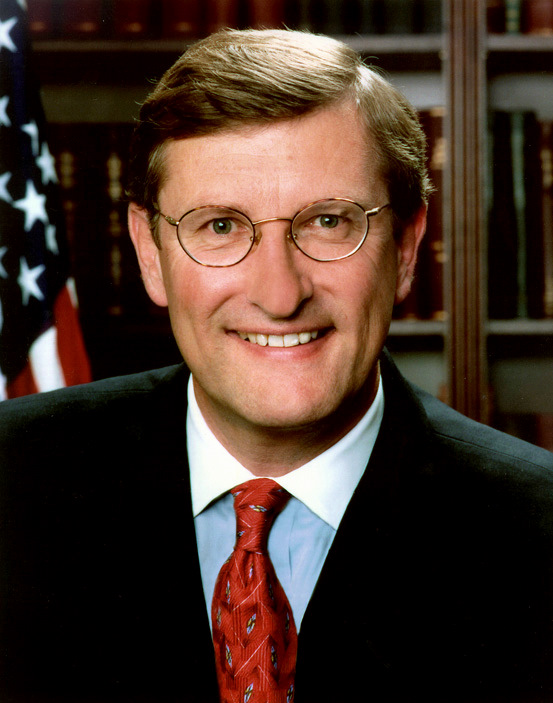
Kent Conrad

Kent Conrad (* 12. März 1948 in Bismarck, North Dakota) ist ein US-amerikanischer Politiker der North Dakota Democratic-NPL Party, der Parteiorganisation der Demokraten in North Dakota. Vom 3. Januar 1987 bis zum 3. Januar 2013 vertrat er seinen Heimatstaat im Senat der Vereinigten Staaten.

## Frühe Jahre
Kent Conrad verbrachte seine Jugend in seinem Geburtsort Bismarck, der Hauptstadt North Dakotas. Schon früh wurde er zum Waisen, weshalb ihn seine Großeltern aufzogen. Nach dem Besuch der öffentlichen Schulen in Bismarck machte er 1966 seinen ersten Abschluss an der High School des amerikanischen Luftwaffenstützpunktes in Libyens Hauptstadt Tripolis. In der Folge studierte er zunächst an der University of Missouri in Columbia, erwarb einen weiteren Abschluss von der Stanford University und schließlich den MBA von der George Washington University.
Conrad ist derzeit in zweiter Ehe mit Lucy Calautti verheiratet. Seine erste Ehe mit Pam Schafer, der Schwester des ehemaligen US-Landwirtschaftsministers Ed Schafer, wurde geschieden. Aus dieser Verbindung ging eine Tochter hervor.

## Berufliche und politische Laufbahn
Zunächst schlug Kent Conrad eine Laufbahn im öffentlichen Dienst ein. Er wurde Mitarbeiter von Byron Dorgan, dem Steuerkommissar (Tax Commissioner) in der Staatsregierung von North Dakota; später war dieser jahrelang Conrads Co-Senator. 1976 folgte die erste Bewerbung für ein politisches Amt, doch er scheiterte bei der Wahl zum Rechnungsprüfer (State Auditor) von North Dakota. Dafür gelang es ihm 1980, die Nachfolge des ins US-Repräsentantenhaus gewählten Byron Dorgan als Tax Commissioner anzutreten. Auf diesem Posten blieb er bis 1987.
Im Jahr 1986 trat Conrad als Herausforderer des republikanischen US-Senators Mark Andrews an, der North Dakota seit 1963 im Kongress vertreten hatte; nach 18 Jahren im Repräsentantenhaus war er 1981 in den Senat gewechselt. Bei der Wahl setzte sich Conrad mit einem Vorsprung von 2100 Stimmen durch. Seitdem gehört er ununterbrochen dem Senat an – allerdings nicht auf demselben Sitz, den er am 3. Januar 1987 einnahm. Während seines Wahlkampfes hatte er nämlich verkündet, nicht erneut anzutreten, falls die Staatsverschuldung der USA bis zum Ende seiner Amtszeit nicht zurückgegangen sei. Da dies im Jahr 1992 nicht eingetreten war, hielt sich Conrad an sein Versprechen und verzichtete auf die Teilnahme an der Primary der Demokraten. Diese gewann dann sein ehemaliger Vorgesetzter Byron Dorgan.
Als jedoch der langjährige demokratische Senator Quentin N. Burdick am 8. September 1992 verstarb, wurde Conrad als dessen Nachfolger vorgeschlagen. Er sah dies nicht als Wiederwahl an, womit er nicht gegen seine Selbstverpflichtung verstieß, und kandidierte bei der Nachwahl, die er auch gewann, worauf er am 14. Dezember 1992 Quentin Burdicks kommissarisch als Senatorin eingesetzte Ehefrau Jocelyn ablöste; zuvor hatte er sein Mandat als Class-II-Senator niedergelegt. Dieses übernahm dann der zu seinem Nachfolger gewählte Byron Dorgan am Tag darauf mittels vorzeitiger Ernennung durch Gouverneur George Sinner.
Obwohl North Dakota als eher zu den Republikanern neigender Staat gilt, wurde Conrad seitdem wie sein Parteikollege Dorgan stets im Amt bestätigt, wobei er den Vorsprung gegenüber seinen republikanischen Herausforderern bei jeder Wahl ausbaute. 1994 gewann er mit 58 Prozent der Stimmen gegen Ben Clayburgh, im Jahr 2000 mit einem Anteil von 61 Prozent gegen Duane Sand. Bei der bislang letzten Wiederwahl im Jahr 2006 besiegte er Dwight Grotberg mit 68,8 Prozent der Stimmen. Zuvor hatten republikanische Parteifunktionäre Gouverneur John Hoeven zu einer Gegenkandidatur gedrängt. Der populäre Hoeven, der als einziger ernsthafter Herausforderer für Conrad galt, lehnte jedoch ab.
Bei der Senatswahl 2012 trat Conrad nicht mehr an. Heidi Heitkamp wurde als seine Nachfolgerin gewählt.

## Politische Positionen

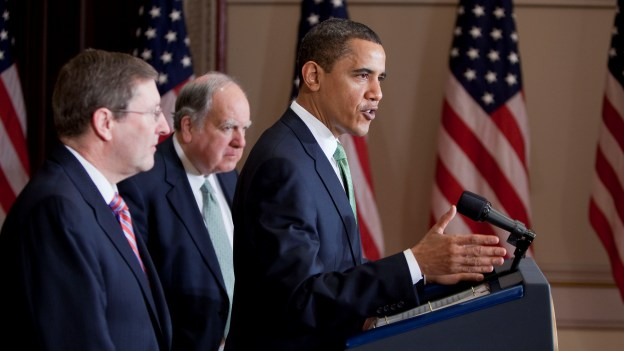
Kent Conrad (links) mit Präsident Barack Obama (2009)

Im Vergleich mit anderen Mitgliedern der demokratischen Senatsfraktion gilt Kent Conrad als konservativ, was die Themen Abtreibung und Schusswaffenkontrolle angeht. So ist er einer der wenigen Demokraten, die konstant gegen die Möglichkeit zu einem späten Schwangerschaftsabbruch (Partial-Birth Abortion) stimmten. Er wendet sich auch gegen die öffentliche Finanzierung von Abtreibungen. Im Bereich der LGBT-Rechte ist sein Abstimmungsverhalten nicht festgelegt. Zwar spricht er sich persönlich gegen die gleichgeschlechtliche Ehe aus, stimmte aber auch gegen deren Verbot durch die Verfassung und unterstützte Gesetzesentwürfe zum Schutz vor Diskriminierung aufgrund der sexuellen Orientierung. Im Januar 2006 war er einer von nur vier demokratischen Senatoren, die für die Wahl Samuel Alitos zum Richter am Obersten Gerichtshof votierten.
Während der Regierungszeit von George W. Bush wandte Conrad sich entschieden gegen dessen Ausgabenpolitik. Er ist ein Gegner des Freihandels und macht sich als Vertreter des Agrarstaates North Dakota für Subventionen für Landwirte und deren Familien stark. Im Jahr 2002 stimmte er als einer von 23 Senatoren gegen die Resolution zum Irakkrieg. Dem USA PATRIOT Act stand er ursprünglich befürwortend gegenüber; später sprach er sich aber gegen Abhöraktionen ohne richterlichen Beschluss aus und kritisierte die Handlungsweise in Bezug auf das Gefangenenlager der Guantanamo Bay Naval Base.
Conrad, der im April 2006 vom Time Magazine als einer von „Amerikas zehn besten Senatoren“  ausgewählt wurde, unterstützte im Vorfeld der Präsidentschaftswahl 2008 Barack Obama als demokratischen Kandidaten. Sein politisches Augenmerk liegt hauptsächlich auf Fragen des Etats; er betont unablässig die Wichtigkeit eines ausgeglichenen Staatshaushaltes. Im Senat ist er seit dem Jahr 2007 Vorsitzender des Haushaltsausschusses; diesen Posten hatte er zuvor bereits zweimal bekleidet.